# Dolîneanî, Murovani Kurîlivți
Dolîneanî (în ucraineană Долиняни) este localitatea de reședință a comunei Dolîneanî din raionul Murovani Kurîlivți, regiunea Vinnița, Ucraina.

## Demografie
Componența lingvistică a localității Dolîneanî
     Ucraineană (99,57%)
     Alte limbi (0,43%)
Conform recensământului din 2001, majoritatea populației localității Dolîneanî era vorbitoare de ucraineană (99,57%), existând în minoritate și vorbitori de alte limbi.